# Swift (llenguatge de programació)
|  | Aquest article tracta sobre el llenguatge de programació d'Apple. Vegeu-ne altres significats a «Llenguatge de scripting paral·lelitzat». |

Swift és un llenguatge de programació orientat a objectes creat per Apple per al desenvolupament de programari per a iOS i OS X. Ha estat dissenyat per coexistir amb Objective-C i per ser més robust quant als errors de codi. Es va presentar a l'WWDC d'Apple de 2014. LLVM és el compilador de Swift. Durant la conferència també es va presentar el manual del llenguatge, The Swift Programming Language, i es distribueix gratuïtament a l'iBooks Store; el manual compta de 500 pàgines.

## Història
Chris Lattner va començar a desenvolupar Swift el 2010, amb l'eventual col·laboració d'altres programadors. Swift va pendre idees d'altres llenguatges com Objective-C, Rust, Haskell, Ruby, Python, C#, CLU i molts altres. L'aplicació sobre el WWDC va esdevenir el 2 de juny de 2014 la primera aplicació publicada en aquest llenguatge.

## Codi d'exemple
```
// Aquest és un comentari en una sola línia usant la doble barra

/* Això també és un comentari,

 però utilitzant múltiples línies */

var
 
enterImplicit
 
=
 
70

var
 
doubleImplicit
 
=
 
70.0

var
 
doubleExplicit
:
 
Double
 
=
 
70

```

```
 
let
 
gent
 
=
 
[
"Anna"
:
 
67
,
 
"Beto"
:
 
8
,
 
"Jack"
:
 
33
,
 
"Sam"
:
 
25
]

 
for
 
(
nom
,
 
edat
)
 
in
 
gent
 
{

 
println
(
"\(nom) té \(edat) anys."
)

 
}

```

```
 
let
 
ciutats
 
=
 
[
"Londres"
,
 
"San Francisco"
,
 
"Tòquio"
,
 
"Barcelona"
,
 
"Sydney"
]

 
let
 
ciutatsOrdenades
 
=
 
sort
(
ciutats
)
 
{
 
$0
 
<
 
$1
 
}

 
if
 
let
 
indexDeBarcelona
 
=
 
find
(
ciutatsOrdenades
,
 
"Barcelona"
)
 
{

 
println
(
"Barcelona és la ciutat número \(indexDeBarcelona + 1) del llistat"
)

 
}

```